# Guilherme António de Souza
Guilherme António de Souza, hay Alemão (sinh ngày 7 tháng 12 năm 1992) là một cầu thủ bóng đá người Brasil thi đấu cho UD Oliveirense.

## Sự nghiệp câu lạc bộ
Anh ra mắt chuyên nghiệp tại Giải bóng đá hạng nhất quốc gia Bồ Đào Nha cho Marítimo B vào ngày 31 tháng 8 năm 2013 trong trận đấu trước Feirense.
Anh ra mắt tại Giải bóng đá vô địch quốc gia Bồ Đào Nha cho Marítimo vào ngày 4 tháng 5 năm 2014 ở vị trí dự bị trong trận hòa 1–1 trước Braga.